# Carey (Ohio)

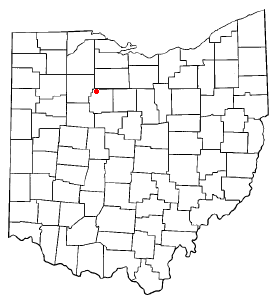
Carey na planie stanu Ohio

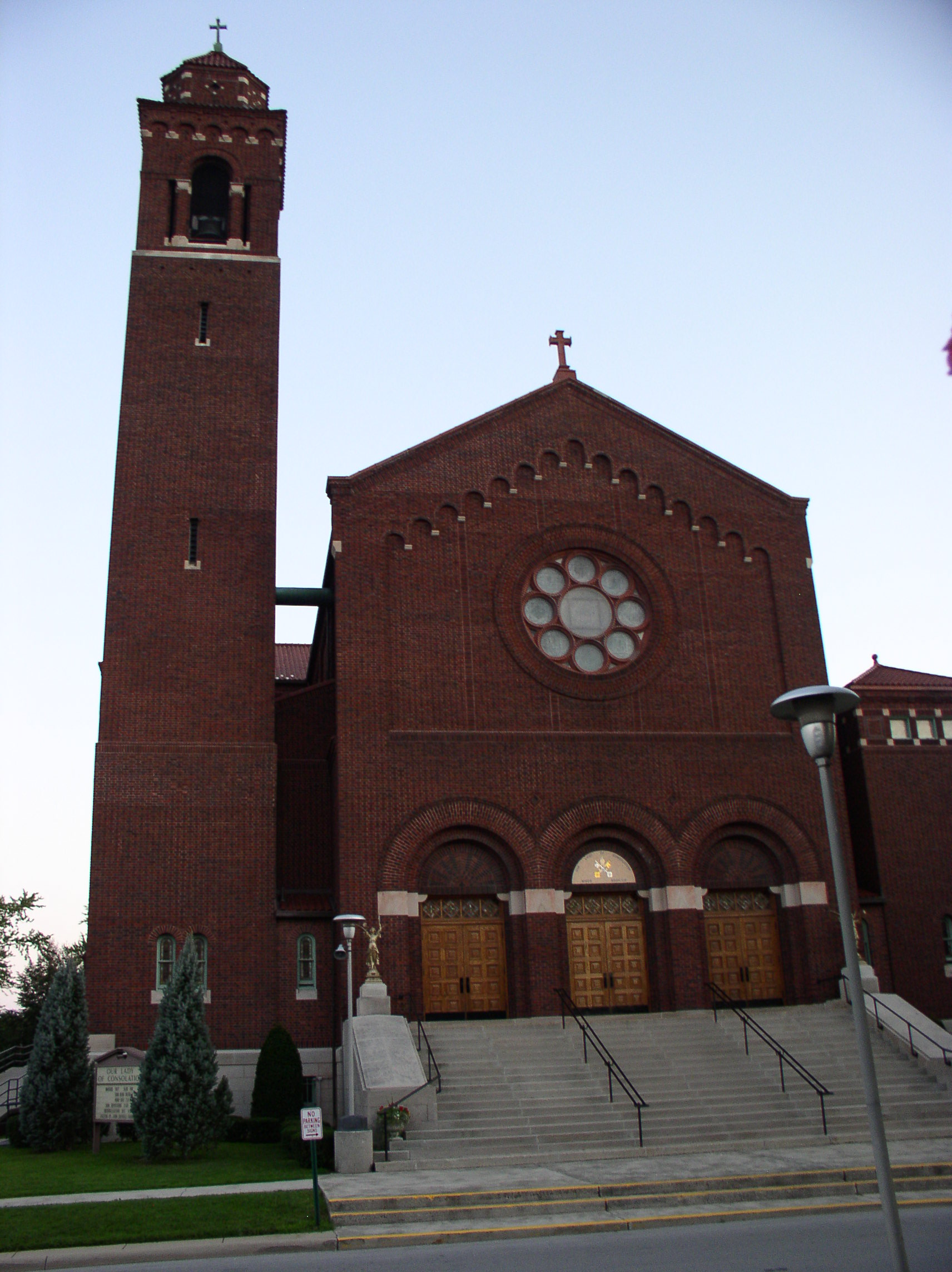
Bazylika i Sanktuarium Narodowe Matki Bożej Pocieszenia (XIX w.) w Carey

Carey – wieś w USA, w hrabstwie Wyandot, w stanie Ohio. Miejscowość Carey została założone w roku 1843 według projektu Williama M. Buell i R. M. Shulera. Miasto zostało nazwane na cześć Judge John Careya, znaczącego pioniera, osadnika.
W roku 2010, 26,4% mieszkańców było w wieku poniżej 18 lat, 8,2% było w wieku od 18 do 24 lat, 25,4% było od 25 do 44, 27% było od 45 do 64 lat, a 13% było w wieku 65 lat lub starszych. We wsi było 49,3% mężczyzn i 50,7% kobiet.
Liczba mieszkańców w 2010 roku wynosiła 3 674 .